# Teleostei (classification phylogénétique)
Cette page a pour objet de présenter un arbre phylogénétique des Teleostei (Téléostéens), c'est-à-dire un cladogramme mettant en lumière les relations de parenté existant entre leurs différents groupes (ou taxa), telles que les dernières analyses reconnues les proposent. Ce n'est qu'une possibilité, et les principaux débats qui subsistent au sein de la communauté scientifique sont brièvement présentés ci-dessous, avant la bibliographie.

## Arbre phylogénétique
Le cladogramme présenté ici ne possède qu'une valeur indicative. Il n'est pas forcément consensuel, et on peut toujours se référer à la bibliographie au bas de l'article.
Le symbole ▲ renvoie à la partie immédiatement supérieure de l'arbre phylogénétique du vivant. Le signe ► renvoie à la classification phylogénétique du groupe considéré. Tout nœud de l'arbre portant plus de deux branches montre une indétermination de la phylogénie interne du groupe considéré.
Les habitudes typographiques des botanistes et des zoologistes sont différentes. Ici, par commodité de lecture, et certains groupes actuels relevant des deux domaines traditionnels, les noms de taxons supérieurs au genre sont tous écrits en caractères droits, les noms de genres ou d'espèces en italiques.
À la suite d'un taxon, sa période d'apparition, quand elle est connue, peut être indiquée suivant la légende suivante :
(Plé) : Pléistocène ; (Pli) : Pliocène ; (Mio) : Miocène ; (Oli) : Oligocène ; (Éoc) : Éocène ; (Pal) : Paléocène ; (Cré) : Crétacé ; (Jur) : Jurassique ; (Tri) : Trias ; (Per) : Permien ; (Car) : Carbonifère ; (Dév) : Dévonien ; (Sil) : Silurien ; (Ord) : Ordovicien ; (Camb) : Cambrien ; (Edi) : Édiacarien. Pour plus de précision si possible, (-) : inférieur ; (~) : moyen ; (+) : supérieur.

```
▲

└─o 
Teleostei

  ├─o 
Osteoglossomorpha

  └─o 
Elopocephala

    ├─o 
Elopomorpha

    │ ├─o 
Elopiformes

    │ └─o
    │   ├─o 
Albuliformes

    │   └─o 
Anguilliformes

    └─o 
Clupeocephala

      ├─o 
Otocephala

      │ ├─o 
Clupeomorpha

      │ ├─o 
Alepocephaloidea

      │ └─o 
Ostariophysi

      │   ├─o 
Gonorhynchiformes

      │   └─o 
Otophysi

      │     ├─o 
Cypriniformes

      │     └─o
      │       ├─o 
Characiformes

      │       └─o 
Siluriphysi

      │         ├─o 
Gymnotiformes

      │         └─o 
Siluriformes

      └─o 
Euteleostei

        ├─o 
Protacanthopterygii

        │ ├─o 
Salmoniformes

        │ │ ├─o 
Salmonoidei

        │ │ └─o 
Esocoidei

        │ └─o
        │   ├─o 
Argentinoidea

        │   └─o 
Osmeroidei

        └─o 
Neoteleostei

          ├─o 
Stomiiformes

          └─o
            ├─o 
Cyclosquamata
 ou 
Aulopiformes

            └─o
              ├─o 
Ateleopodiformes

              └─o
                ├─o 
Scopelomorpha
 ou 
Myctophiformes

                └─o 
Acanthomorpha

                  │
                  ├─o 
Acanthopterygii
 
►

                  └─o
                    ├─o 
Lampridiformes

                    └─o
                      ├─o 
Percopsiformes

                      └─o
                        ├─o 
Polymyxiiformes

                        └─o
                          ├─o 
Zeioidei

                          └─o 
Gadiformes
```

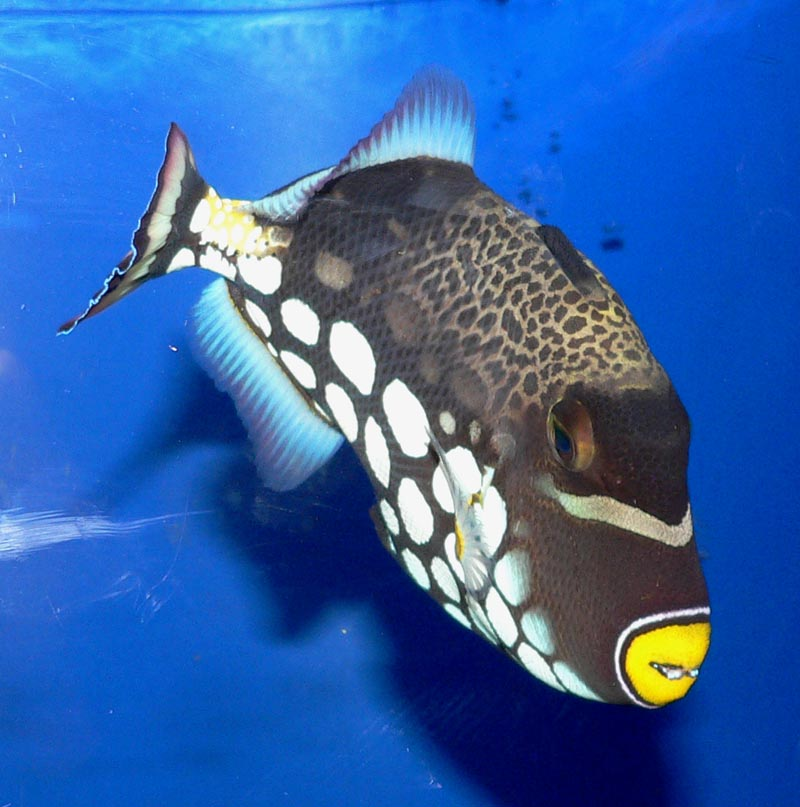
Baliste (Balistoides conspicillum, Tetraodontiformes, Balistidae)
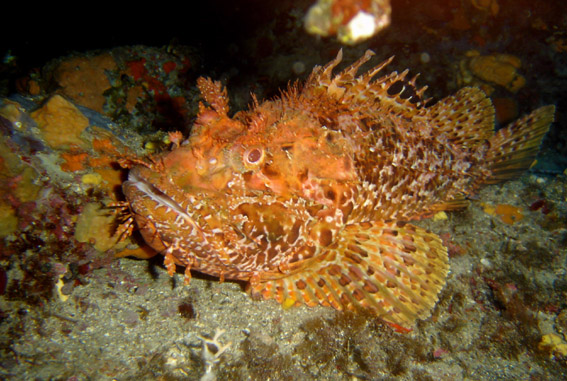
Rascasse rouge (Scorpaena scrofa, Scorpaeniformes, Scorpaenidae)
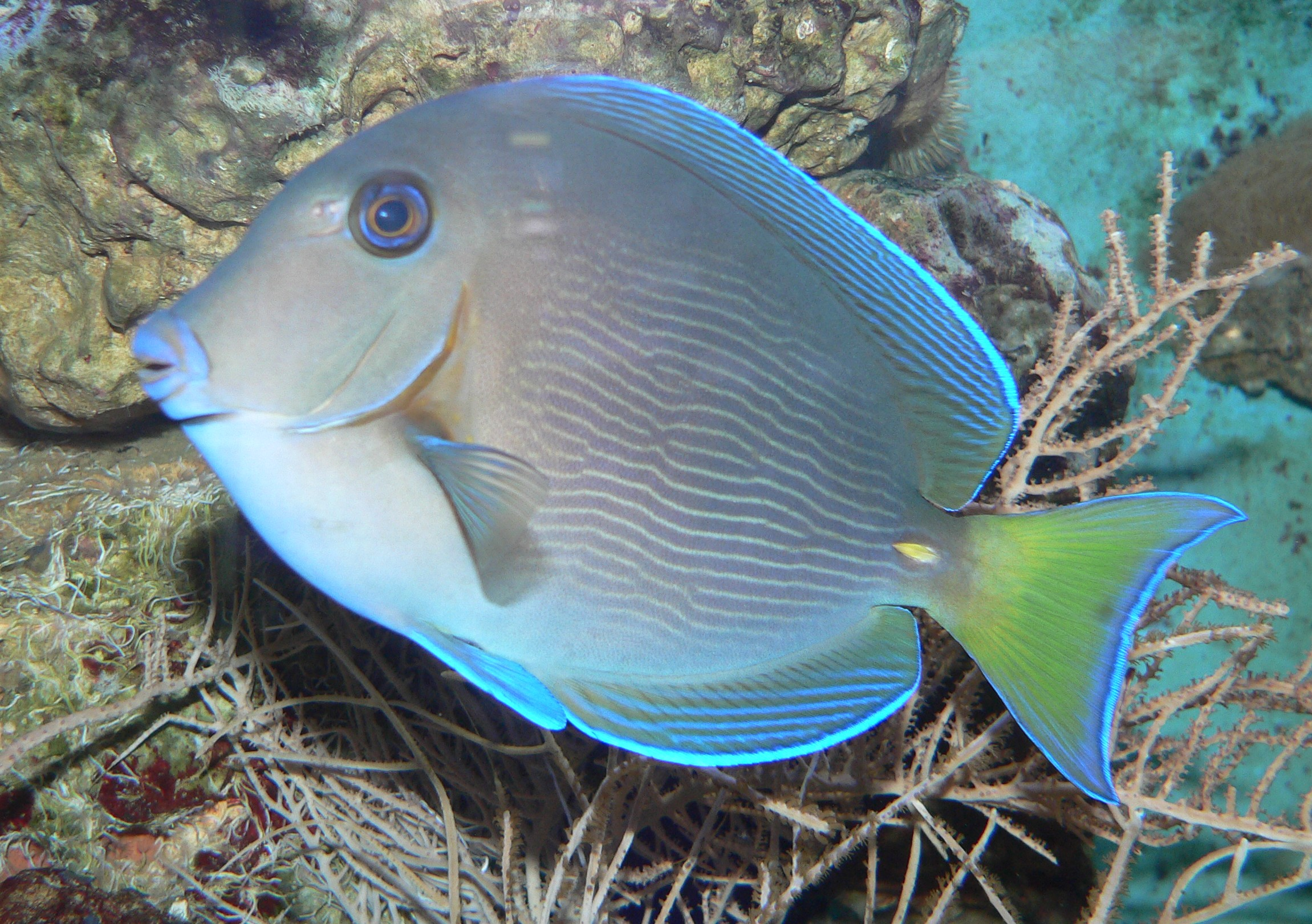
Chirurgien (Ctenochaetus hawaiiensis, Perciformes, Acanthuridae), à Hawaii
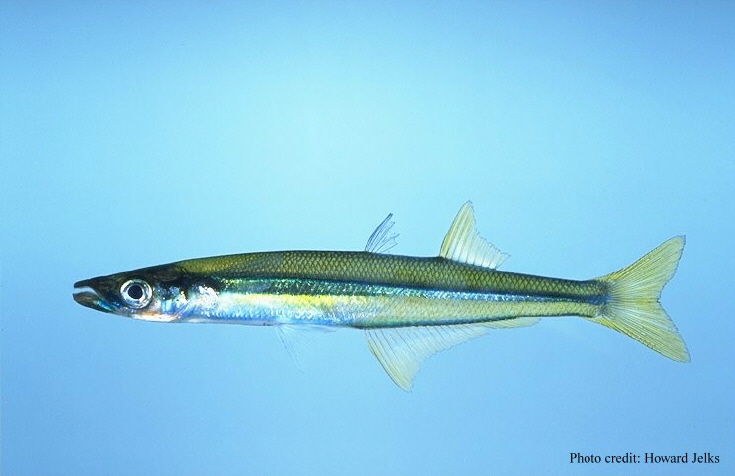
Labidesthes sicculus (Atheriniformes)
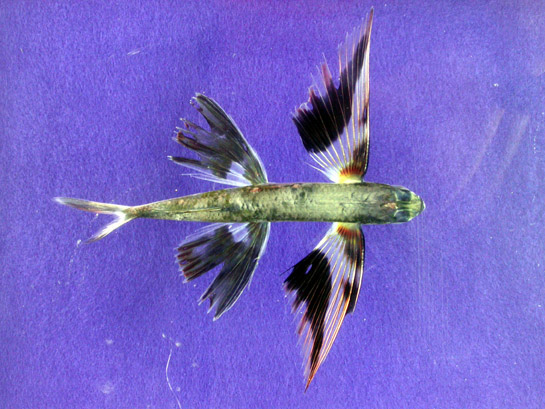
Poisson-volant ou exocet (Cheilopogon exsiliens (Beloniformes, Exocoetidae)
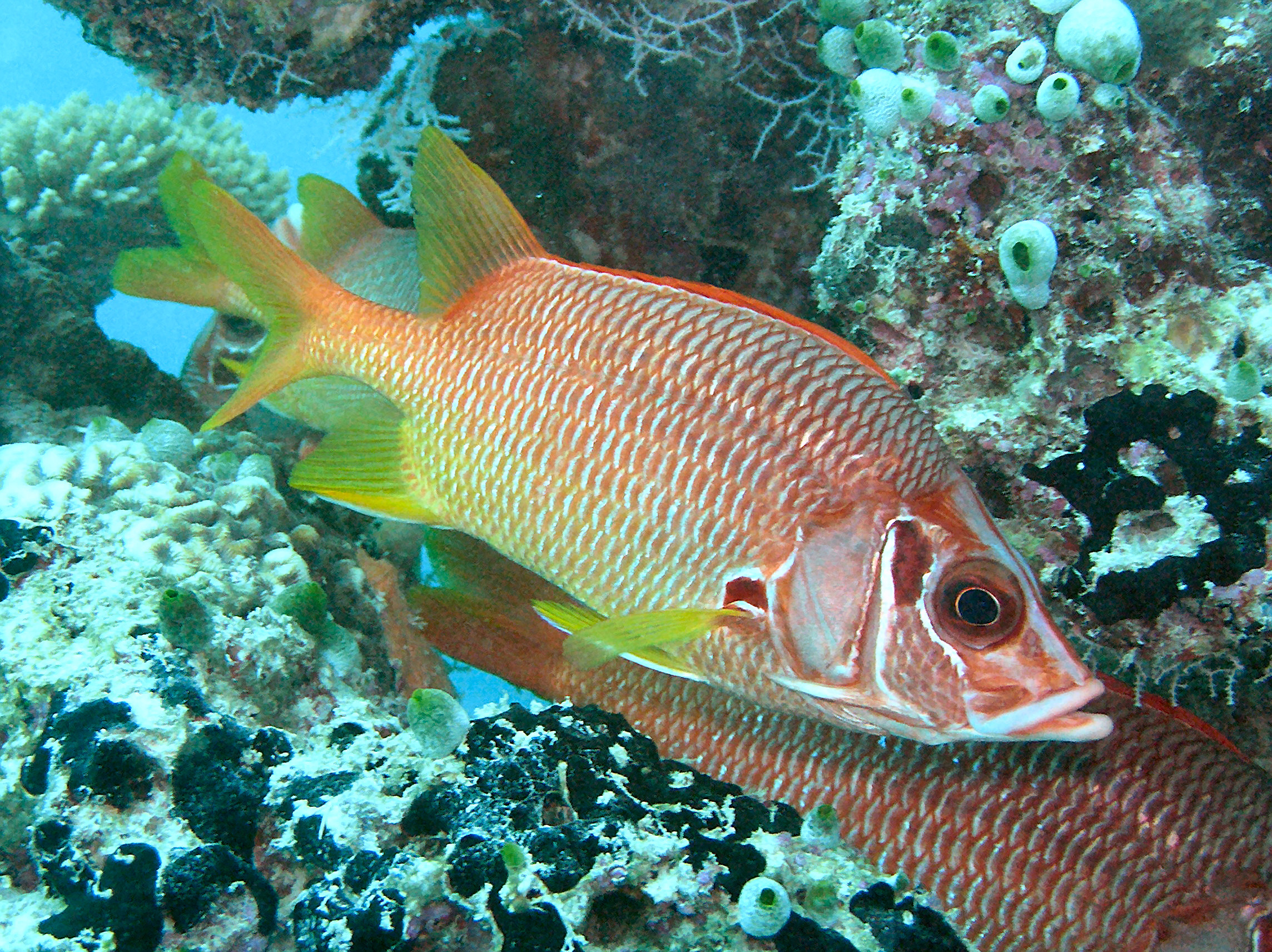
Sargocentron spiniferum (Beryciformes, Holocentridae)
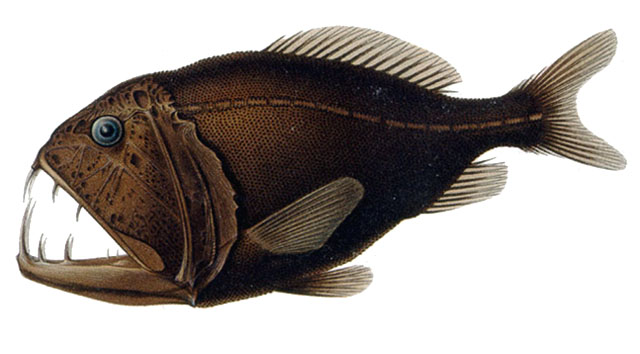
Anoplogaster cornuta (Beryciformes, Anoplogastridae)
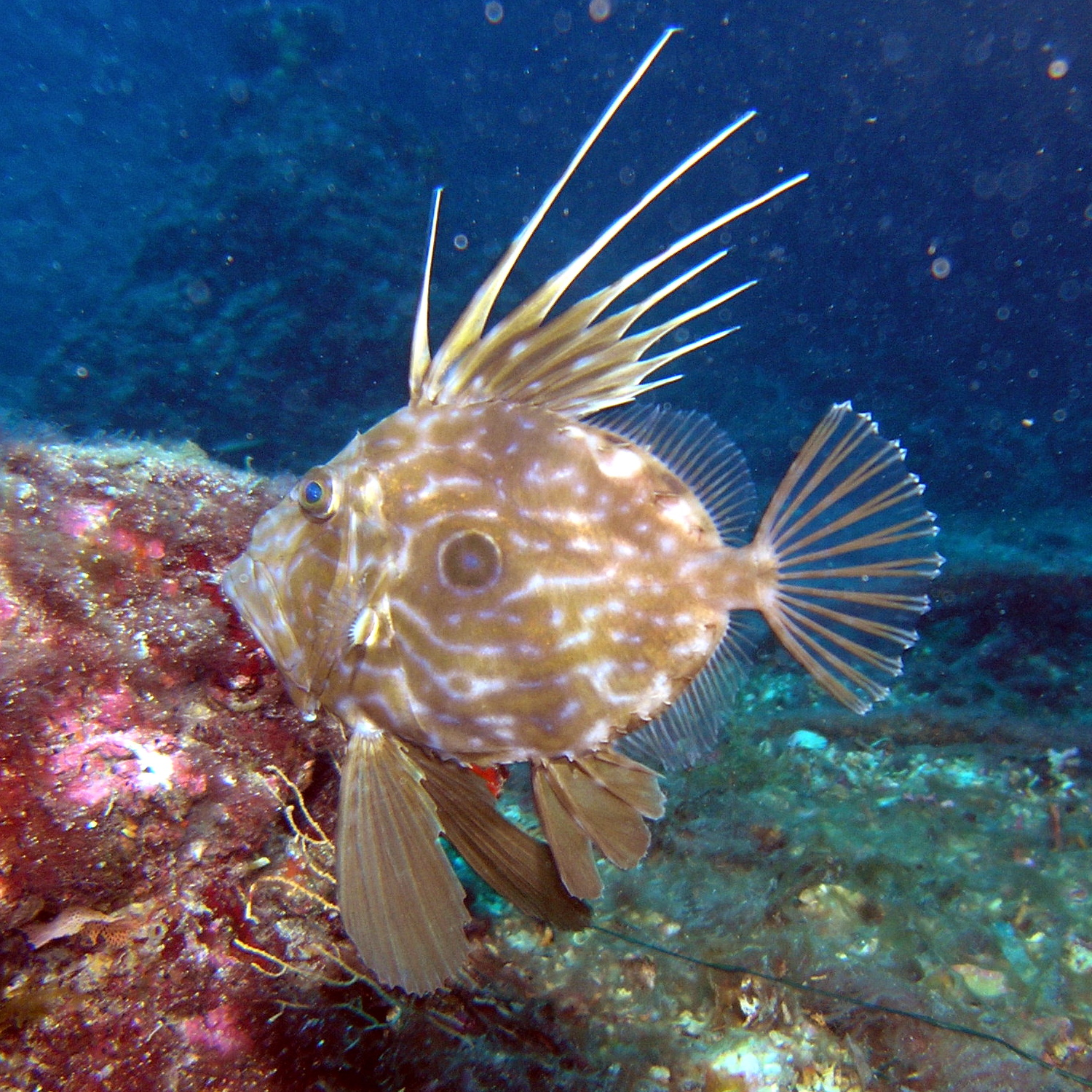
Saint-Pierre (Zeus faber, Zeiformes, Zeidae)
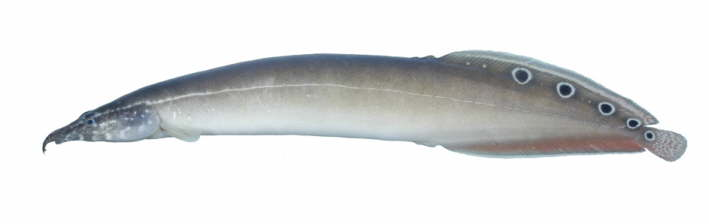
Macrognathus siamenis (Symbrachiformes)
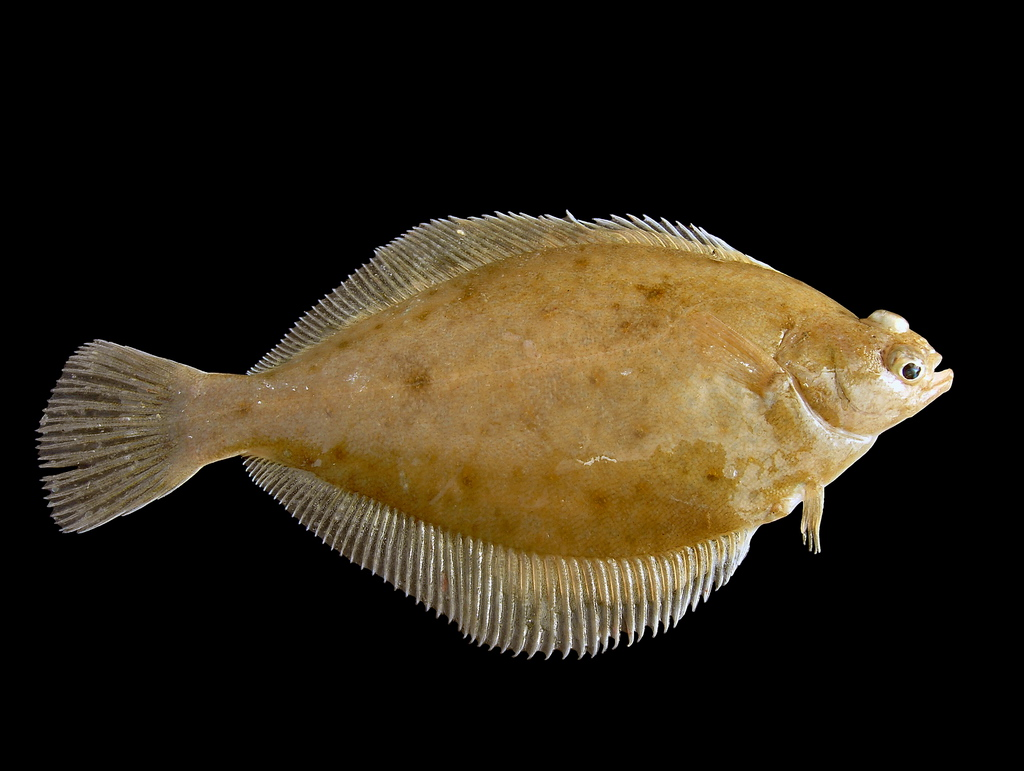
Limande (Limanda limanda, Pleuronectiformes, Pleuronectidae)
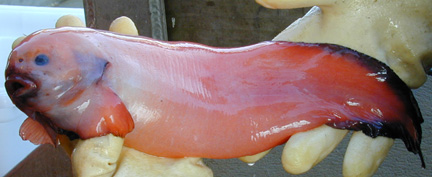
Elassodiscus tremebundus (Scorpaeniformes, Liparidae)
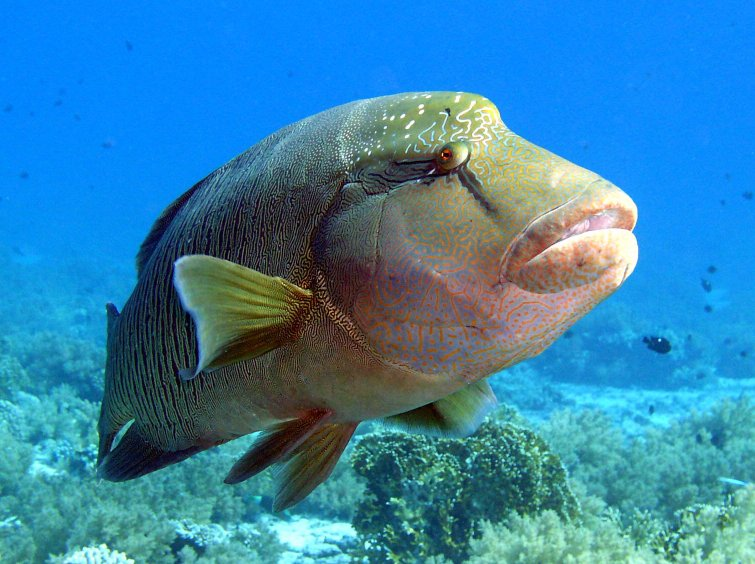
Napoléon (Cheilinus undulatus, Perciformes, Labridae)
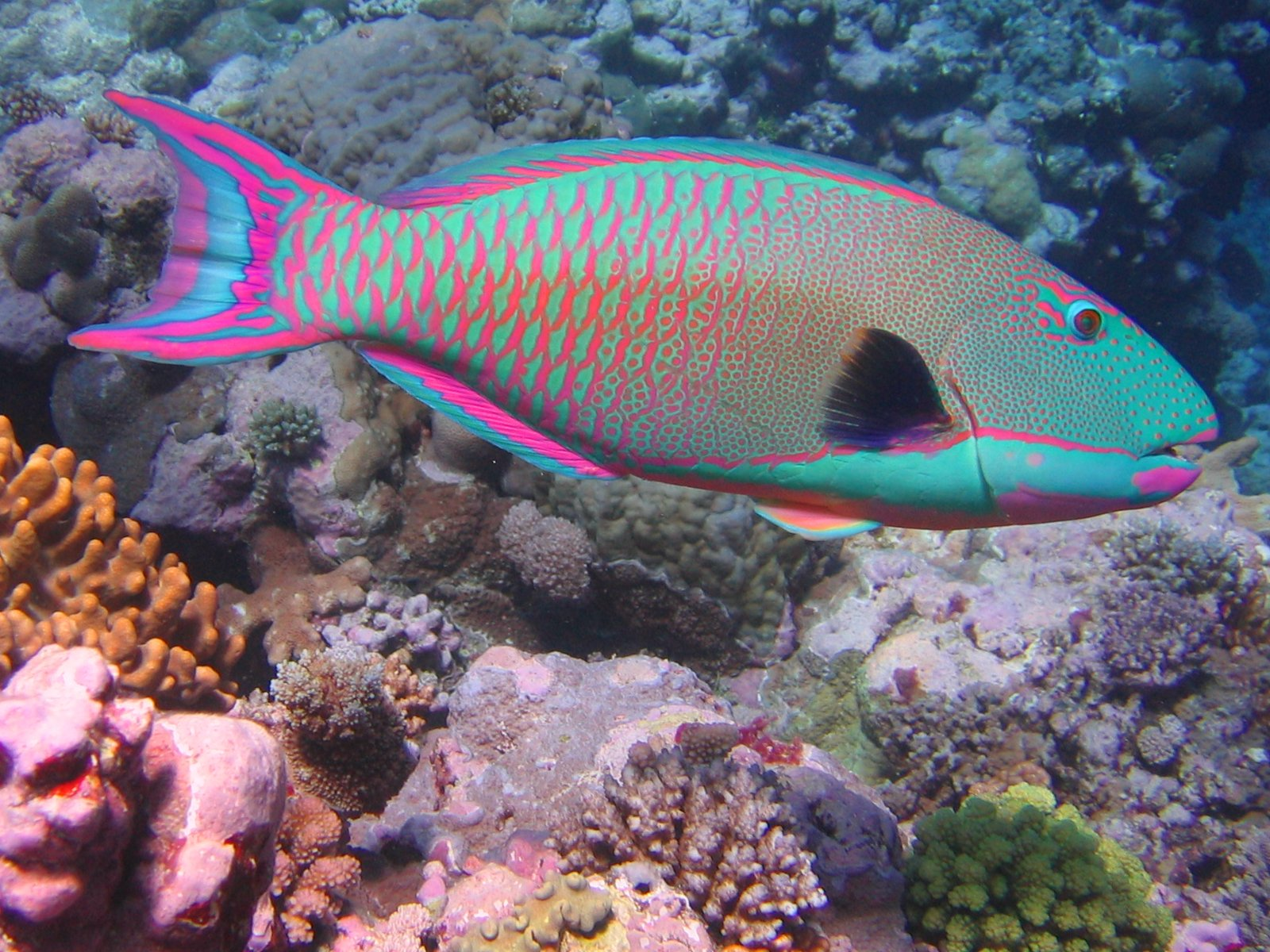
Poisson perroquet (Cetoscarus bicolor, Perciformes, Scaridae)
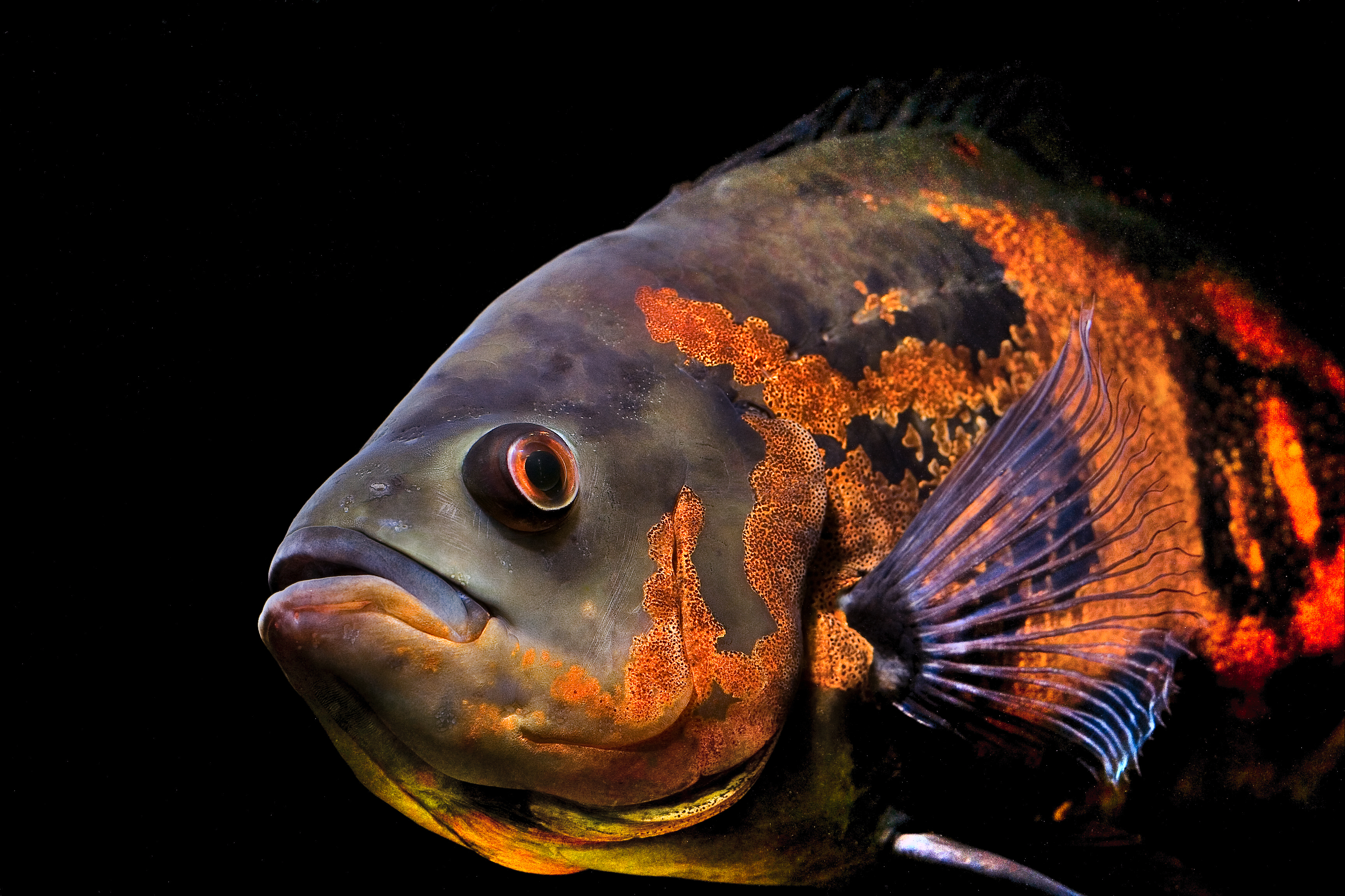
Astronotus ocellatus (Perciformes, Cichlidae)
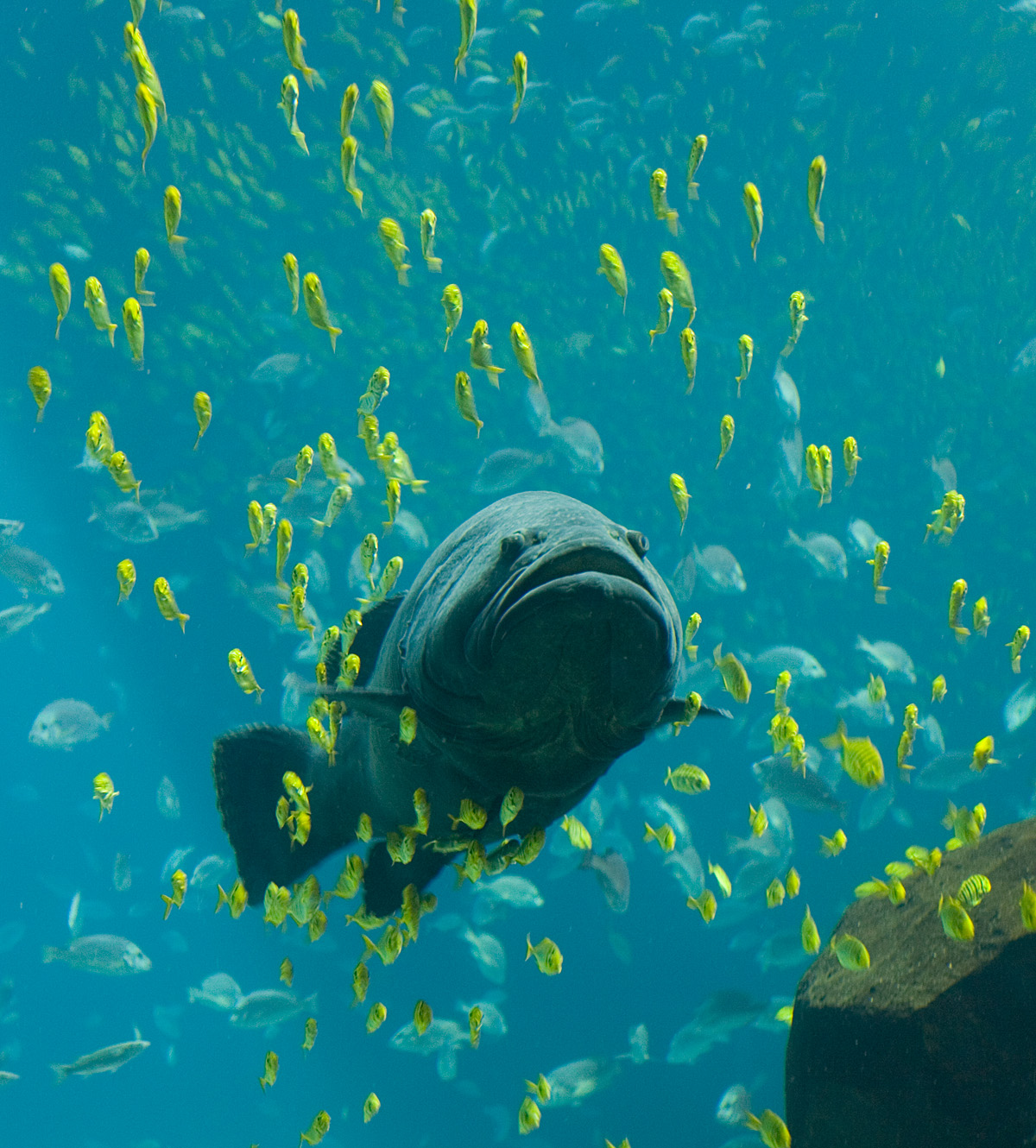
Grand mérou (Epinephelus lanceolatus, Perciformes, Serranidae)
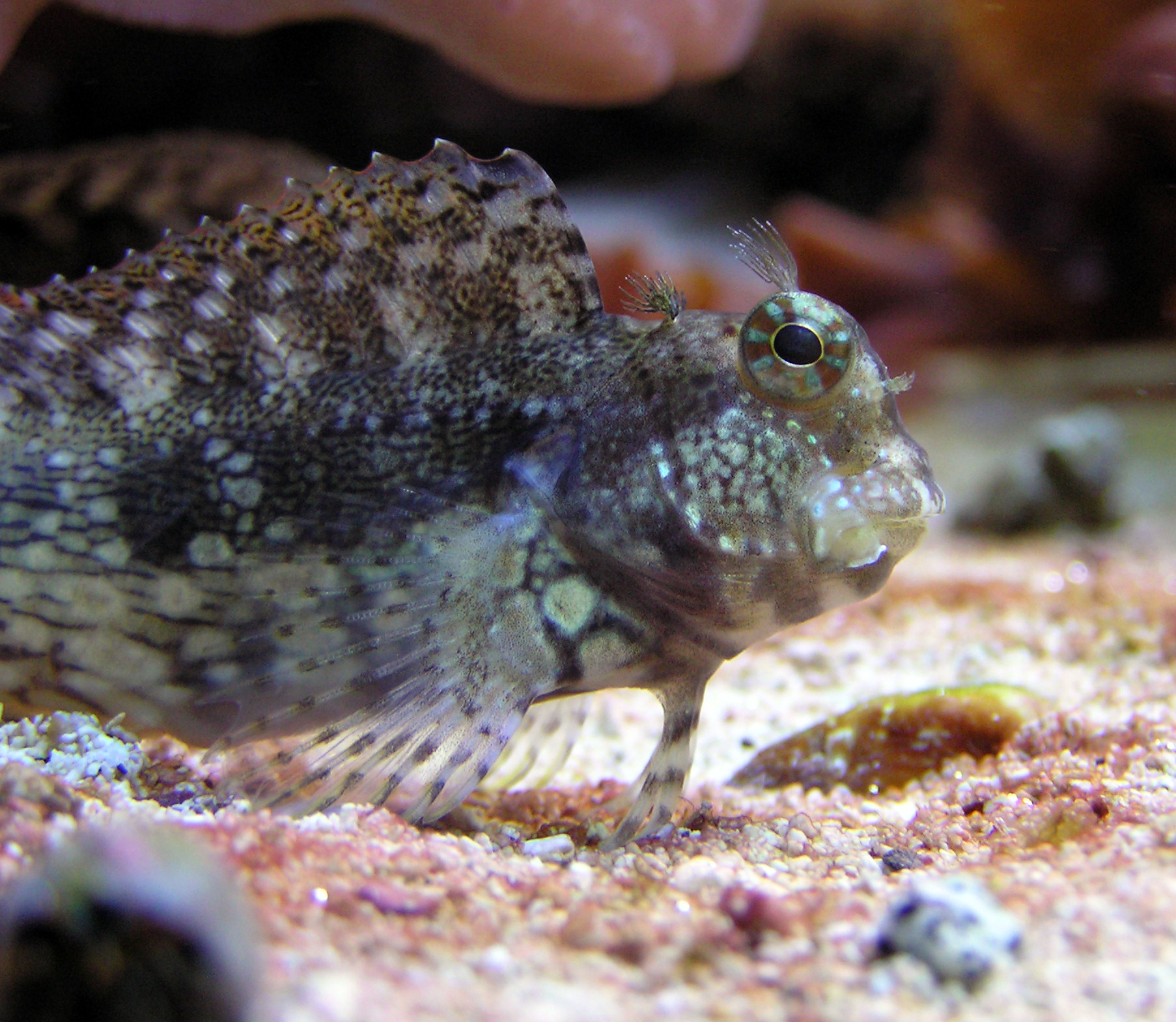
Salarias fasciatus (Perciformes, Blenniidae)
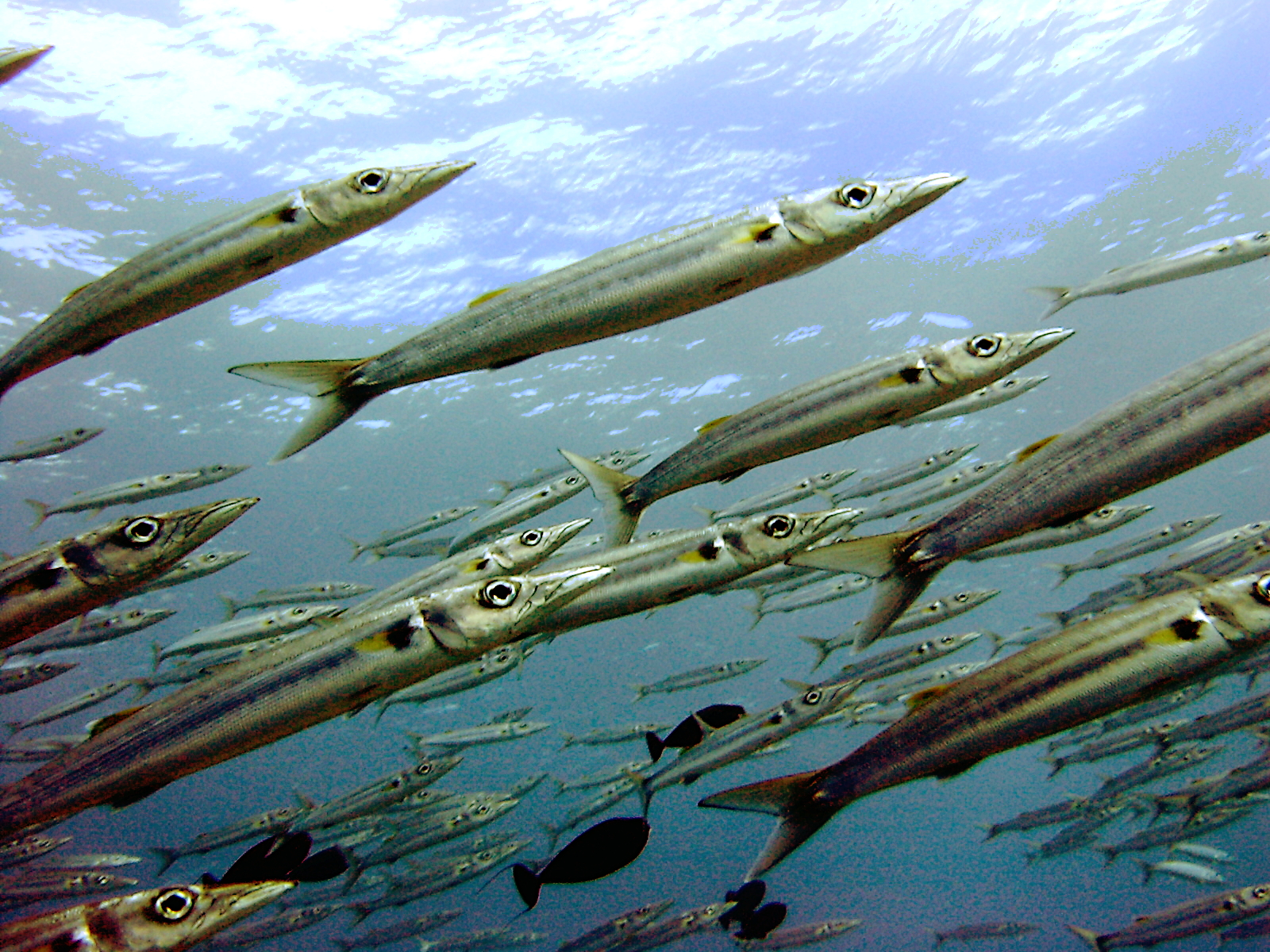
Barracuda (Sphyraena forsteri, Perciformes, Sphyraenidae)
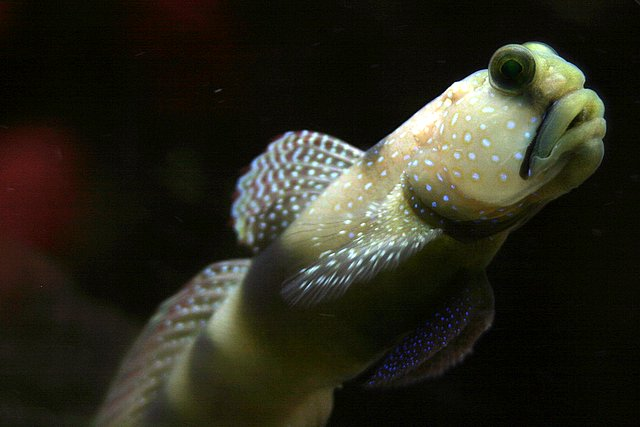
Cryptocentrus cinctus (Perciformes, Gobiidae)

## Débat scientifique relatif à la phylogénie desTeleostei
Les phylogénies moléculaires ont distingué quatre groupes au sein des Téléostéens : les Élopomorphes, les Ostéoglossomorphes, les Ostarioclupéomorphes ou Otocéphales et les Eutéléostéens, les deux derniers formant ensemble un clade monophylétique. La relation entre les deux premiers n'est pas l'objet d'un consensus. 
Au sein des Eutéléostéens, le contenu des Protacanthoptérygiens varie selon les auteurs, et au sein des Néotéléostéens les contours traditionnels des Paracanthoptérygiens et des Acanthoptérygiens ont volé en éclats, tout comme les Perciformes vraisemblablement polyphylétiques.
Pour la place des ordres et taxons de même niveau, on a suivi ci-dessus la synthèse de Lecointre et al. 2010.

## En savoir plus

### Sources bibliographiques de référence
- Guillaume Lecointre, Cyril Gallut, Bruno Chanet et Agnès Dettaï : « Du rififi chez les poissons », in Pour la Science n° 390, 2010, pp. 57-63
- Guillermo Ortí et Chenhong Li : « Chapter 1: Phylogeny and Classification »(Archive.org • Wikiwix • Archive.is • Google • Que faire ?), in Reproductive Biology and Phylogeny of Fishes (Agnathans and Bony Fishes). Phylogeny, Reproductive System, Viviparity, Spermatozoa, B.M.G. Jamieson éditeur, Science Publishers (Reproductive Biology and Phylogeny, vol. 8 A), Enfield (New Hampshire), 2009,  (ISBN 978-1578085804)

### Sources internet
- Fish Index